# Фертоинг
Фертоинг е способ за поставяне на кораб на две котви, при който съда в произволно положение при завъртането си се намира между котвите.
За корабите от клас линкор – тежък крайцер, закотвянето на две котви по способа фертоинг е доста сложна маневра, изискваща отлично обучена швартова команда и безупречна изправност на швартовото оборудване на кораба. Според нормите на Адмиралтейството тази маневра трябва да отнема 1,5 – 2,5 часа. Известни са два способа за пускане на котва на фертоинг. При продължителен престой на котва „фертоинг“, котвените канати, като правило, се увъртат. За да се избегне това, котвените вериги се разкачват и в тях се поставя особен шарнир, който се нарича фертоингова скоба.
През 1953 г. крайцерът „Свердлов“, при поставянето му на Спитхейдския рейд (Портсмът, Великобритания) изпълнява маневрата за рекордните 12 минути, с което удивява многобройните наблюдатели.